# Козино (Щучанський район)
Ко́зино (рос. Козино) — присілок у складі Щучанського району Курганської області, Росія. Входить до складу Нифанської сільської ради.
Населення — 351 особа (2010, 427 у 2002).
Національний склад станом на 2002 рік: росіяни — 94 %.